# Steroma bega
Steroma bega är en fjärilsart som beskrevs av John Obadiah Westwood 1850. Steroma bega ingår i släktet Steroma och familjen praktfjärilar. Inga underarter finns listade i Catalogue of Life.